# Základní kapitál
Základní kapitál (dříve základní jmění) tvoří část vlastního kapitálu společnosti a představuje hodnotu vkladů vlastníků společnosti do společnosti. Základní kapitál se tvoří při založení společnosti a během života podniku se většinou nemění.

## Právní úprava v České republice
Základní kapitál se vytváří povinně v komanditní společnosti, společnosti s ručením omezeným, v akciové společnosti a v družstvu.
Minimální výše základního kapitálu společnosti s ručením omezeným je 1 koruna, minimální výše základního kapitálu akciové společnosti je 2 miliony korun, minimální výše základního kapitálu družstva už dnes není určena zákonem a vyplývá ze stanov družstva.

## Účtování o základním kapitálu
Účtování o základním kapitálu upravuje v České republice standard číslo 012 - Změny vlastního kapitálu. Na jeho základě se o základním kapitálu účtuje na příslušném účtě účtové skupiny 41 - Základní kapitál a kapitálové fondy. Je zvyklostí, že účet základního kapitálu má číslo 411 - Základní kapitál. Změny v základním kapitálu, do doby zapsání změny do obchodního rejstříku, se pak většinou účtují na účet 419 - Změny základního kapitálu.